# Ricardo Sperafico
 (avril 2016).
Pour les articles homonymes, voir Sperafico.
Ricardo Sperafico est un pilote automobile brésilien, né le 23 juillet 1979. Son frère jumeau Rodrigo est lui aussi pilote automobile. Il est le cousin de Rafael Sperafico qui s'est tué lors de la saison 2007 en Stock Car brésilien. 

## Carrière
- 1997 : Formule Ford britannique, 2e
- 1998 : Formule 3 sudaméricaine, 9e
- 1999 : Formule 3 sudaméricaine, 4e
- 2000 : Formule 3000 italienne, champion
  - Formule 3 sudaméricaine, 14e
- 2001 : Formule 3000, 5e
- 2002 : Formule 3000, 5e
- 2003 : Formule 3000, 2e
- 2005 : Champ Car, 17e
- 2007 : Stock Car Brésil, 14e

## Résultats en Formule 3000
| Saison | Écurie                | Châssis     | Moteur | GP disputés | Pole positions | Victoires | Meilleurs tours | Podiums | Points inscrits | Classement |
| ------ | --------------------- | ----------- | ------ | ----------- | -------------- | --------- | --------------- | ------- | --------------- | ---------- |
| 2001   | Petrobras Junior Team | Lola T99/50 | Zytek  | 12          | 2              | 1         | 0               | 4       | 24              | 5e         |
| 2002   | Petrobras Junior Team | Lola B2/50  | Zytek  | 12          | 0              | 0         | 2               | 3       | 22              | 5e         |
| 2003   | Coloni Motorsport     | Lola B2/50  | Zytek  | 10          | 2              | 2         | 0               | 5       | 43              | 2e         |